# Moïssala
Moïssala  è un comune del Ciad situato nel dipartimento di Barh Sara, provincia di Mandoul.
È il capoluogo del dipartimento.